# Club di Roma
Il Club di Roma è una associazione non governativa, no-profit, di scienziati, economisti, uomini e donne d'affari, attivisti dei diritti civili, alti dirigenti pubblici internazionali e capi di Stato di tutti e cinque i continenti.

## Missione
La sua missione è di agire come catalizzatore dei cambiamenti globali, individuando i principali problemi che l'umanità si troverà ad affrontare, analizzandoli in un contesto mondiale e ricercando soluzioni alternative nei diversi scenari possibili. In altre parole, il Club di Roma intende essere una sorta di cenacolo di pensatori dediti ad analizzare i cambiamenti della società contemporanea.

## Storia
Fu fondato nell'aprile del 1968 dall'imprenditore italiano Aurelio Peccei e dallo scienziato scozzese Alexander King, insieme a premi Nobel e leader politici e intellettuali fra cui Elisabeth Mann Borgese ed Eric Jantsch. Il nome del gruppo nasce dal fatto che la prima riunione si svolse a Roma, presso la sede dell'Accademia dei Lincei alla Villa Farnesina.
Conquistò l'attenzione dell'opinione pubblica con il suo Rapporto sui limiti dello sviluppo, meglio noto come Rapporto Meadows, pubblicato nel 1972, il quale prediceva che la crescita economica non potesse continuare indefinitamente a causa della limitata disponibilità di risorse naturali, specialmente petrolio, e della limitata capacità di assorbimento degli inquinanti da parte del pianeta. La crisi petrolifera del 1973 attirò ulteriormente l'attenzione dell'opinione pubblica su questo problema.
In realtà le previsioni del rapporto riguardo al progressivo esaurimento delle risorse del pianeta erano tutte relative a momenti successivi al primo ventennio del XXI secolo, ma il superamento della crisi petrolifera degli anni settanta contribuì alla nascita dell'opinione secondo cui le previsioni del Club di Roma non si sarebbero avverate. Nella pratica, l'andamento dei principali indicatori ha sinora seguito piuttosto bene quanto previsto nel Rapporto sui limiti dello sviluppo, e l'umanità è destinata a confrontarsi nei prossimi decenni con le conseguenze del superamento dei limiti fisici del pianeta. Un esempio di ciò è dato dal picco di Hubbert.
Pubblicati negli anni della grande crisi petrolifera e dell'unica crisi dei mercati cerealicoli della seconda metà del secolo, i due rapporti realizzati dal MIT per il Club di Roma produssero immensa attenzione, ma l'essenza del messaggio, la previsione che dopo l'anno 2000 l'umanità si sarebbe scontrata con la rarefazione delle risorse naturali, fu sostanzialmente rigettata dalla cultura economica internazionale, compresi illustri economisti quali Julian Simon e premi Nobel come Amartya Sen, assolutamente convinti che lo sviluppo tecnologico avrebbe sopperito ad ogni rarefazione di risorse.
Solo pochi analisti degli equilibri tra disponibilità e impiego di risorse naturali avrebbero continuato nei decenni successivi ad ispirare il proprio lavoro di indagine e prospezione al teorema del MIT: si può ricordare negli Stati Uniti d'America Lester Brown.
Presidente del Club dal 2000 al 2006 è stato il principe giordano El Hassan bin Talal, a cui sono succeduti due copresidenti: Ashok Khosla e Eberhard von Koerber.
La sede è stata spostata da Amburgo a Winterthur.